# 李福猷
李 福猷（り ふくゆう、Lǐ Fúyóu、? - 1863年）は、太平天国の指導者の一人。
広東省韶州府英徳県出身。掀天燕に封ぜられた。天京事変後の1857年から翼王石達開に従って、江西省・湖南省・広西省を転戦し、石達開から知謀を評価され、翼殿人台左宰輔に任ぜられた。1862年、石達開に従い、四川省に入った。李福猷は3万人を率いて雲南省昭通府を経て、貴州省に入り、貴州省から四川省を包囲する作戦をとることになった。しかし1863年、石達開の本隊が大渡河で全滅したとの報を聞き、天京への帰還を図った。当初は湖南省から東進する予定であったが清軍に阻まれたため、南下して広西省・広東省・江西省に入るルートに変更した。しかし広東省連州で清軍の追撃を受けて敗北し、李福猷は捕らえられて斬られた。